# (11586) 1994 UA2
1994 يو أي 2 (ويعرف أيضًا باسم (11586) 1994 يو أي 2 وفق تسمية الكوكب الصغير) (بالإنجليزية: 1994 UA2)‏ هو كويكب ضمن حزام الكويكبات؛ وترتيبه 11586 من حيث الاكتشاف.
اكتُشف هذا الجُرم الفلكي بواسطة هيروشي كانيدا في 31 أكتوبر 1994.

## وصلات خارجية
- (11586) 1994 UA2 في قاعدة بيانات مختبر الدفع النفاث لأجرام النظام الشمسي الصغيرة

- الاكتشاف · مخطط المدار ·  العناصر المدارية · المعلمات المادية

- (11586) 1994 UA2 على موقع ويكي سكاي: DSS2, SDSS, GALEX, IRAS, Hydrogen α, X-Ray, Astrophoto, Sky Map, Articles and images